# Meldola
Meldola – miejscowość i gmina we Włoszech, w regionie Emilia-Romania, w prowincji Forlì-Cesena.
Według danych na rok 2004 gminę zamieszkiwały 9382 osoby, 120,3 os./km².